# سایمون کوارترمن
سایمون کوارترمن (انگلیسی: Simon Quarterman؛ زادهٔ ۱۴ نوامبر ۱۹۷۷) بازیگر اهل بریتانیا است.
از فیلم‌ها یا برنامه‌های تلویزیونی که وی در آن نقش داشته است، می‌توان به شیطان درون، شاه عقرب ۲: ظهور یک جنگجو، وست‌ورلد و ویکتوریا و آلبرت اشاره کرد.